# Claude Monet schilderend in zijn atelierboot
Claude Monet peignant dans son bateau atelier (Claude Monet schilderend in zijn atelierboot), ook wel Monet sur son bateau getiteld, is een schilderij van de Franse kunstschilder Édouard Manet uit 1874, olieverf op linnen, 82,7 x 105 centimeter groot. Het is een van de eerste werken van Manet waarin hij zich duidelijk van impressionistische technieken bedient, geschilderd in Argenteuil, 'en plein air'. Het schilderij is in bezit van de Neue Pinakothek te München.

## Context
Manet was vanaf de jaren 1860 nauw bevriend met jonge impressionisten als Claude Monet, Pierre-Auguste Renoir, Alfred Sisley, Edgar Degas en Berthe Morisot. Door velen werd hij zelfs gezien als de leider van de groep, hoewel hij hun vernieuwende werkprincipes aanvankelijk nauwelijks overnam en vasthield aan de realistische stijl waarmee hij regelmatig succesvol was op de door de impressionisten verachte Parijse salon. In feite had Manet alleen maar last van de associatie van zijn naam met de impressionisten vanwege de negatieve houding die de kritiek in die periode tegenover hen innam. Niettemin zou hij de impressionisten nooit verloochenen. In 1874 bracht hij zelfs samen met Renoir en Monet schilderend de zomer door in Gennevilliers en Argenteuil, buitenboorden aan de Seine, nabij Parijs.
In die zomer van 1874 zou Manet meer dan ooit tevoren teken geven van zijn ontvankelijkheid voor de principes van het impressionisme. Hij kiest voor een licht palet en heldere kleuren en schildert voor het eerst ook veelvuldig in de buitenlucht. Ook werd zijn toets losser en zijn werkwijze vluchtiger, waar hij eerder van zijn modellen altijd verlangde dat ze langdurig voor hem poseerden. Een van de werken waaruit deze stijlverandering het duidelijkst te zien is, is Claude Monet peignant dans son bateau atelier.

## Afbeelding
Manet beeldt zijn vriend Monet in het schilderij 'en profil' af op zijn atelierboot, druk bezig met een doek dat zich nog in een schetsfase bevindt. Zijn vrouw Camille ziet op enige afstand toe, gehuld in een witte jurk en een contrasterend zwart hoedje. Wellicht meer nog dan door de figuren wordt het schilderij gedomineerd door de boot, die bijna het hele schilderoppervlak beslaat en bepalend is voor de compositie. Achter de boot is de oever van de Seine zichtbaar, waar het groen van het platteland zich vermengd met de fabrieken van de Parijse voorsteden.
Ondanks de zwarte vlek van de scheepsromp is het schilderij licht en helder van toon, gedomineerd door de kleuren van de cabine op de boot en de azuurtonen van de lucht en het water. Met name de wijze waarop het water is weergegeven, met het weerkaatsende licht, toont een directe invloed van de impressionisten. Manet kiest voor een beweeglijke en vibrerende penseelvoering en stipt het water aan met geel, groen, roze en zwart. Deze procedure lijkt duidelijk afgekeken van Monet, hoewel die zwart zo veel mogelijk vermeed.
Het idee om te werken vanuit een atelierboot was door Monet overigens ontleend aan Charles-François Daubigny, zijn leermeester uit de School van Barbizon, die daar enkele jaren eerder al naam mee had gemaakt. Sommigen beluisteren in de titel van Manets schilderij, Claude Monet schilderend in zijn atelierboot, wel iets ironisch, gezien Manets eerdere afwijzing van het schilderen 'en plein air'. Hij noemde het eerder ooit 'pedant'.